# Mordechaj Rokeasch
Mordechaj Rokeach (ur. w 1902, zm. 17 listopada 1949), zwany także Mordechajem z Biłgoraja, był potomkiem dynastii chasydzkiej z Bełza, jego bratem przyrodnim był Aharon z Bełzu, czwarty rabin Bełza. Był synem (z drugiego małżeństwa) trzeciego rabina Bełzu Yissachar Dov Rokeacha (I). Jego jedyny syn, Yissachar Dov Rokeach (II), był ostatnim i aktualnym rabinem Bełza.
Od 1927 do wybuchu II wojny światowej Mordechaj pełnił funkcję rabina Biłgoraja, i z tego to powodu był znany w okolicy. Po wybuchu wojny, wraz z bratem Aharonem, uciekł z okupowanej przez Niemców Europy. Udało im się dotrzeć do Izraela w lutym 1944 (jako jedynym żyjącym członkom swoich rodzin) i poświęcili się odbudowie chasydyzmu bełskiego, zniszczonego przez Holokaust.

## Życiorys
Mordechaj był jednym z siedmiorga dzieci rabina Yissachara Dov Rokeacha, trzeciego rabina Bełza i jego drugiej żony Chai Dwory.
Rabin Yissachar Dov nadzorował edukację Mordechaja w zakresie studiowania Tory, ucząc go każdego wieczora przez 3 godziny. Reb Mottele, jak był wówczas nazywany, stał się znany z powodu swoich dogłębnych studiów religijnych, szerokiej wiedzy oraz zdolności oratorskich.
Ożenił się z Szewą, córką rabina Mosze Arona Rabinowicza z Kobrynia. Jego starsza córka zmarła w wieku 3 lat w 1931. Druga córka Rywka Miriam została zamordowana przez hitlerowców wraz z żoną w Kobryniu.
W 1920 r. przyjął propozycję objęcia stanowiska rabina Biłgoraja. Pomimo że jego ojciec zgodził się na to, Mordechaj przeniósł się do Biłgoraja dopiero po śmierci ojca w 1926 r. Jego starszy brat Aharon objął stanowisko rabina Bełzu.
W Biłgoraju Mordechaj służył jako duchowy przywódca i nauczyciel miejscowej społeczności żydowskiej. Utworzył także lokalny ośrodek studiów nad Torą.
Mordechaj był zawsze podporządkowany swojemu bratu Aharonowi, z którym konsultował wszystkie ważne kwestie.

## Ucieczka z Europy
Po wybuchu II wojny światowej Biłgoraj został zbombardowany, a wielu jego żydowskich mieszkańców uciekło (najprawdopodobniej wraz z Armią Czerwoną, która przez kilka dni stacjonowała w Biłgoraju a potem oddała go na mocy porozumienia Niemcom. Mordechaj wraz z rodziną i innymi uciekinierami udał się do Porycza, kilka kilometrów na północ od miejscowości Sokal (obecna Ukraina), a potem do rodzinnego domu żony w Berezanach (Ukraina). W tym czasie bełscy chasydzi w Izraelu, Anglii oraz USA zorganizowali przeniesienie rabina Bełza do Sokala, a następnie do Przemyślan (Ukraina), gdzie przebywał przez niemal rok. Po agresji Niemiec na ZSRR (Operacja Barbarossa) 22 czerwca 1941, Sokal będący na linii frontu, został zdobyty przez Niemców już pierwszego dnia. Przemyślany zostały zdobyte 1 lipca. Rabin ukrył się i uniknął niemieckich patroli, lecz nie mógł uciec bez swojego brata. Mordechaj wysłał swoją żonę i córkę do domu ojca w Kobryniu, podczas gdy żona Aharona i jego pięcioro dzieci pozostało w Przemyślanach pod opieką jednego z chasydów. Wszyscy zostali potem zamordowani przez hitlerowców.
Dzięki wysiłkom oraz pieniądzom od zagranicznych członków bełskiego ruchu chasydzkiego Mordechaj z bratem zostali przetransportowani razem z dwoma innymi chasydami do Wiśnicza, następnie do getta w Bochni, potem do getta krakowskiego, a następnie znów do Bochni, unikając łapanek i deportacji.
Podczas ucieczki bracia wydostali się z okupowanej Polski na Węgry (dzięki agentowi wywiadu węgierskiego zaprzyjaźnionemu z Żydami). Uciekinierzy wyposażeni w charakterystyczne odznaki oraz ze zgolonymi pejsami zostali wzięci za rosyjskich generałów i przetransportowani do Budapesztu celem udzielenia wyjaśnień.
Aharon i Mordechaj 8 miesięcy spędzili w Budapeszcie, a potem otrzymali od agencji żydowskiej certyfikaty uprawniające do wyjazdu do Izraela. Ich decyzja o opuszczeniu Europy została oprotestowana przez społeczność żydowską na Węgrzech, która chciała, by służyli jako rabini. Po podtrzymaniu decyzji zostali pożegnani z honorami i udali się w podróż. W styczniu 1944 r. obydwaj wsiedli do pociągu Orient Express udając się do Stambułu. Po przekroczeniu promem cieśniny Bosfor stali się obiektem zainteresowania lokalnego wywiadu brytyjskiego jako „obcy”, przybywający z terenów okupowanych przez Niemców. Zostali aresztowani przez policję syryjską i wraz z piętnastoma innymi uciekinierami i byli przetrzymywani na posterunku policji. Dzięki pomocy izraelskiego rabina Chaima Herzoga zostali uwolnieni i przez Trypolis przedostali się do Izraela.
Mordechaj oraz jego brat w Izraelu po wojnie ponownie się ożenili. Mordechaj pojął za żonę Miriam, córkę rabiego Tzvi Hershela Glicka. Umarł 17 listopada 1949 r. na skutek choroby. Jego jedyny syn Yissachar Dov został wychowany przez brata Aharona.